# Золотухін Борис Олександрович
Бори́с Олекса́ндрович Золоту́хін (7 лютого 1922 — 7 травня 1997) — радянський військовий льотчик, у роки Другої світової війни — командир ескадрильї 502-го штурмового авіаційного полку 214-ї штурмової авіаційної дивізії 15-ї повітряної армії, капітан. Герой Радянського Союзу (1945).

## Життєпис
Народився в місті Ізюм, нині Харківської області, в родині залізничника. Українець. У 1949 році закінчив середню школу й, одночасно, аероклуб.
У лавах РСЧА з вересня 1940 року. У 1942 році закінчив Ворошиловградську військову авіаційну школу пілотів імені Пролетаріату Донбасу, яка була евакуйована до Казахстану.
Учасник німецько-радянської війни з липня 1942 року. Воював на Закавказькому, Північно-Кавказькому, Брянському, Прибалтійському та 2-му Прибалтійському фронтах. Бойовий шлях сержант Б. О. Золотухін розпочав пілотом 765-го штурмового авіаційного полку. З січня 1943 і до кінця війни — льотчик, командир ланки, командир ескадрильї 502-го штурмового авіаційного полку. Член ВКП(б) з 1943 року.
До середини лютого 1945 року капітан Б. О. Золотухін здійснив 127 бойових вильотів на штурмовикові Іл-2 на штурмовку живої сили і військової техніки супротивника.
Після закінчення війни ще деякий час продовжував військову службу в частинах ВПС СРСР. У 1946 році майор Б. О. Золотухін, за станом здоров'я, вийшов у запас.
У 1952 році закінчив Московське вище технічне училище імені М. Баумана. Працював у дослідницькому конструкторському бюро заступником головного інженера заводу.
Мешкав у Санкт-Петербурзі, де й помер. Похований на Смоленському кладовищі.

## Нагороди і почесні звання
Указом Президії Верховної Ради СРСР від 18 серпня 1945 року за зразкове виконання бойових завдань командування на фронті боротьби з німецькими загарбниками та виявлені при цьому відвагу і героїзм, капітанові Золотухіну Борису Олександровичу присвоєне звання Героя Радянського Союзу з врученням ордена Леніна і медалі «Золота Зірка» (№ 4193).
Також нагороджений трьома орденами Червоного Прапора (23.03.1943, 19.02.1945, 23.03.1945), орденом Олександра Невського (28.10.1944), двома орденами Вітчизняної війни 1-го (02.06.1944, 11.03.1985) та одним 2-го (24.09.1943) ступенів, орденом Червоної Зірки (01.10.1943) і медалями.